# Stara Kraśnica
Stara Kraśnica is een dorp in de Poolse woiwodschap Neder-Silezië, in het district Złotoryja. De plaats maakt deel uit van de landgemeente Świerzawa. Stara Kraśnica heeft 599 inwoners in 2011.
Stara Kraśnica ligt 3 kilometer ten zuidoosten van Świerzawa, 15 kilometer ten zuiden van Złotoryja en 80 kilometer ten westen van Jawor. De plaats ligt in de Sudeten.
Voor 1945 lag de plaats in Duitsland, toen had het de naam Alt Schönau. Na de Tweede Wereldoorlog kwam de plaats onder Pools bestuur, eerst onder de naam Stary Szunów en later Sieńsk Stary. Op 12 november 1946 kreeg het de huidige naam Stara Kraśnica.

## Galerij

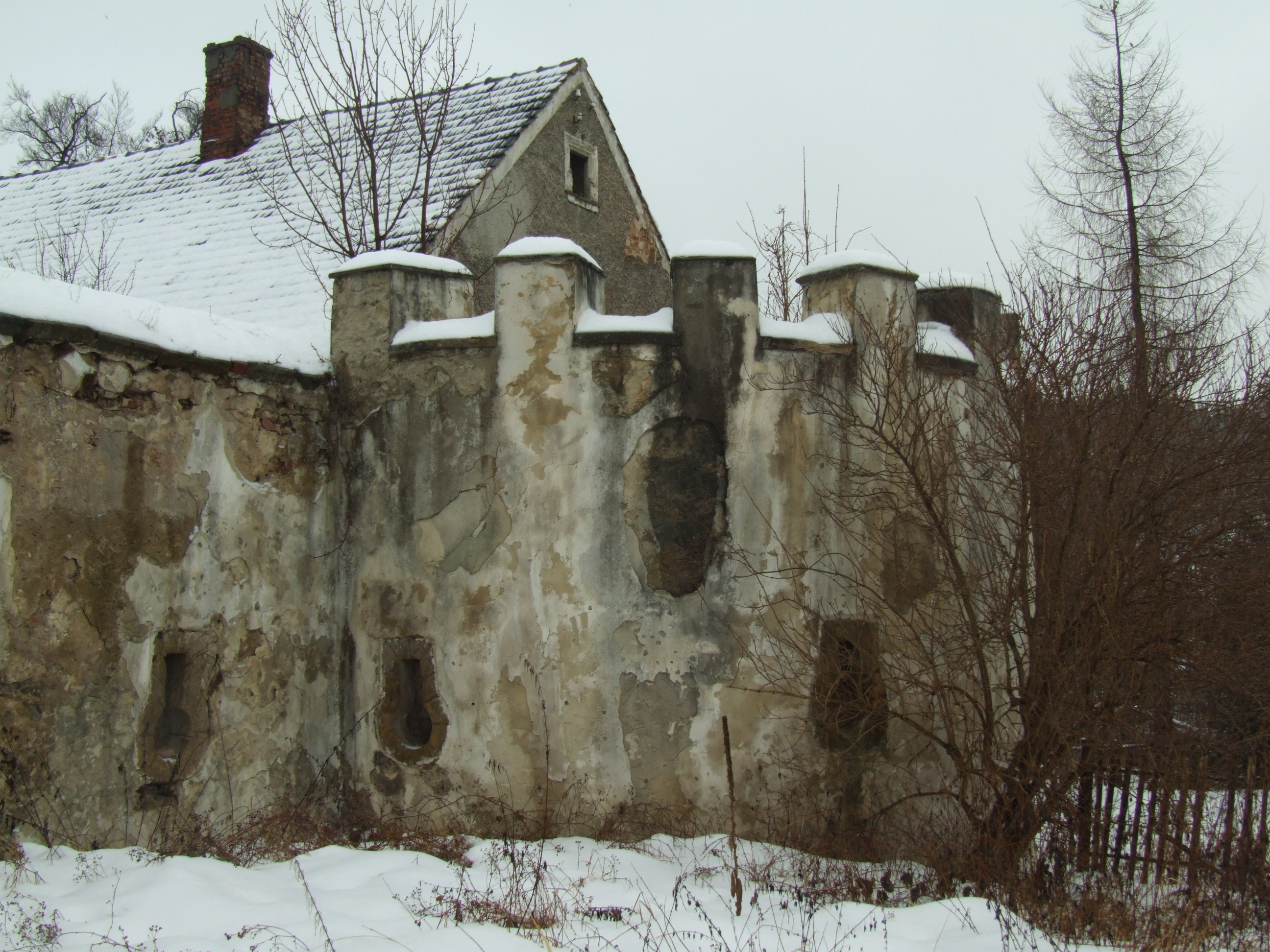
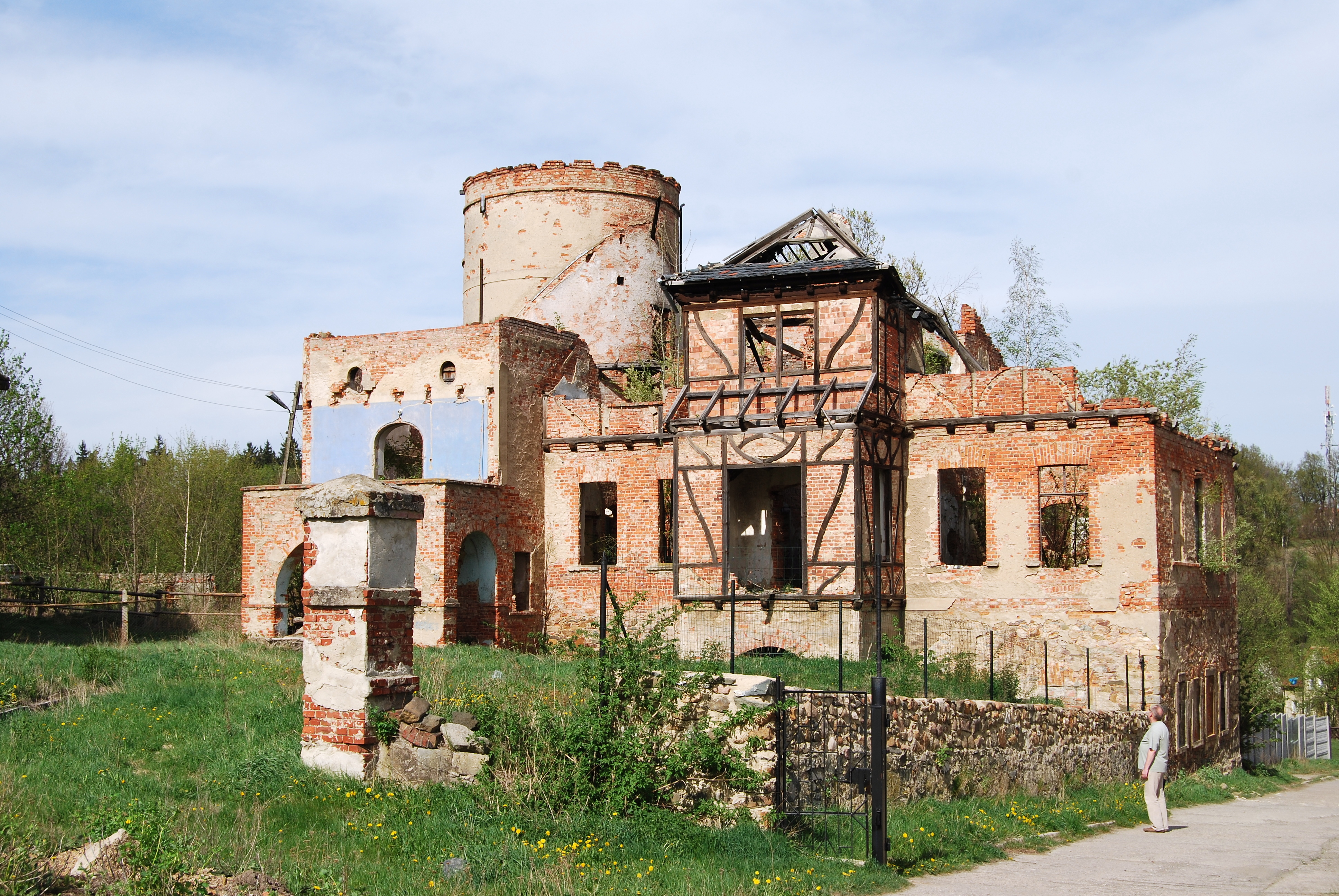
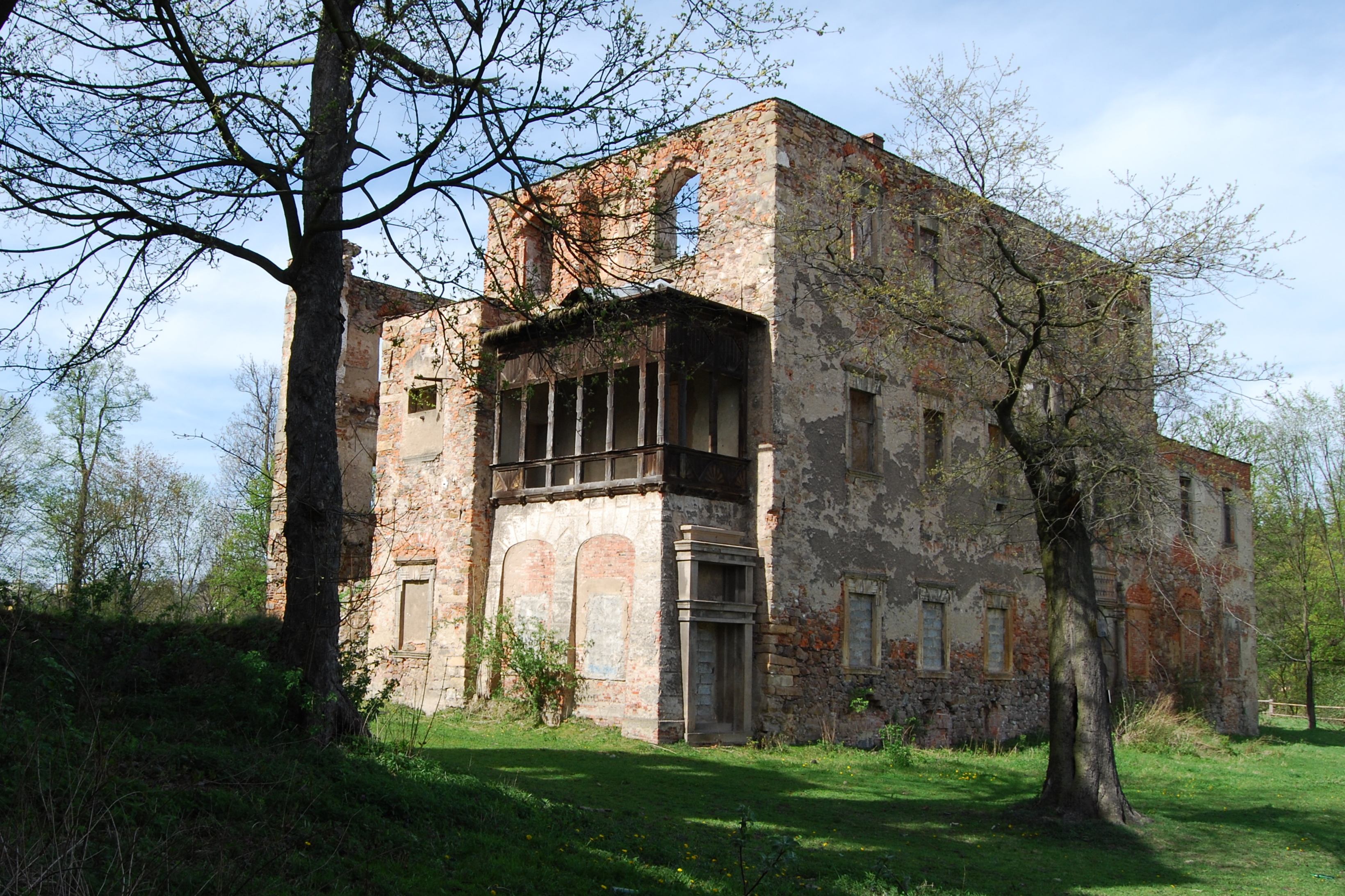
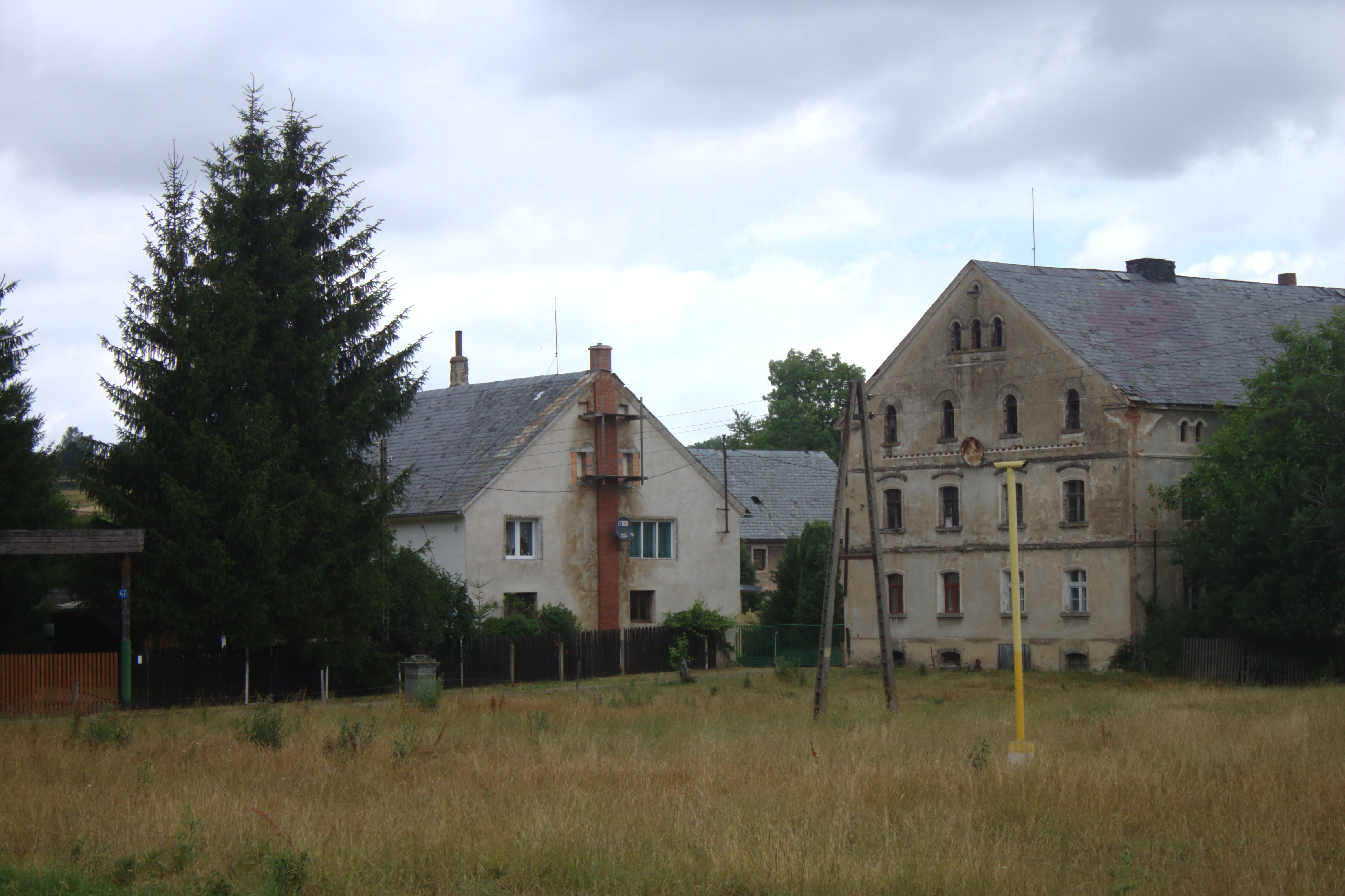
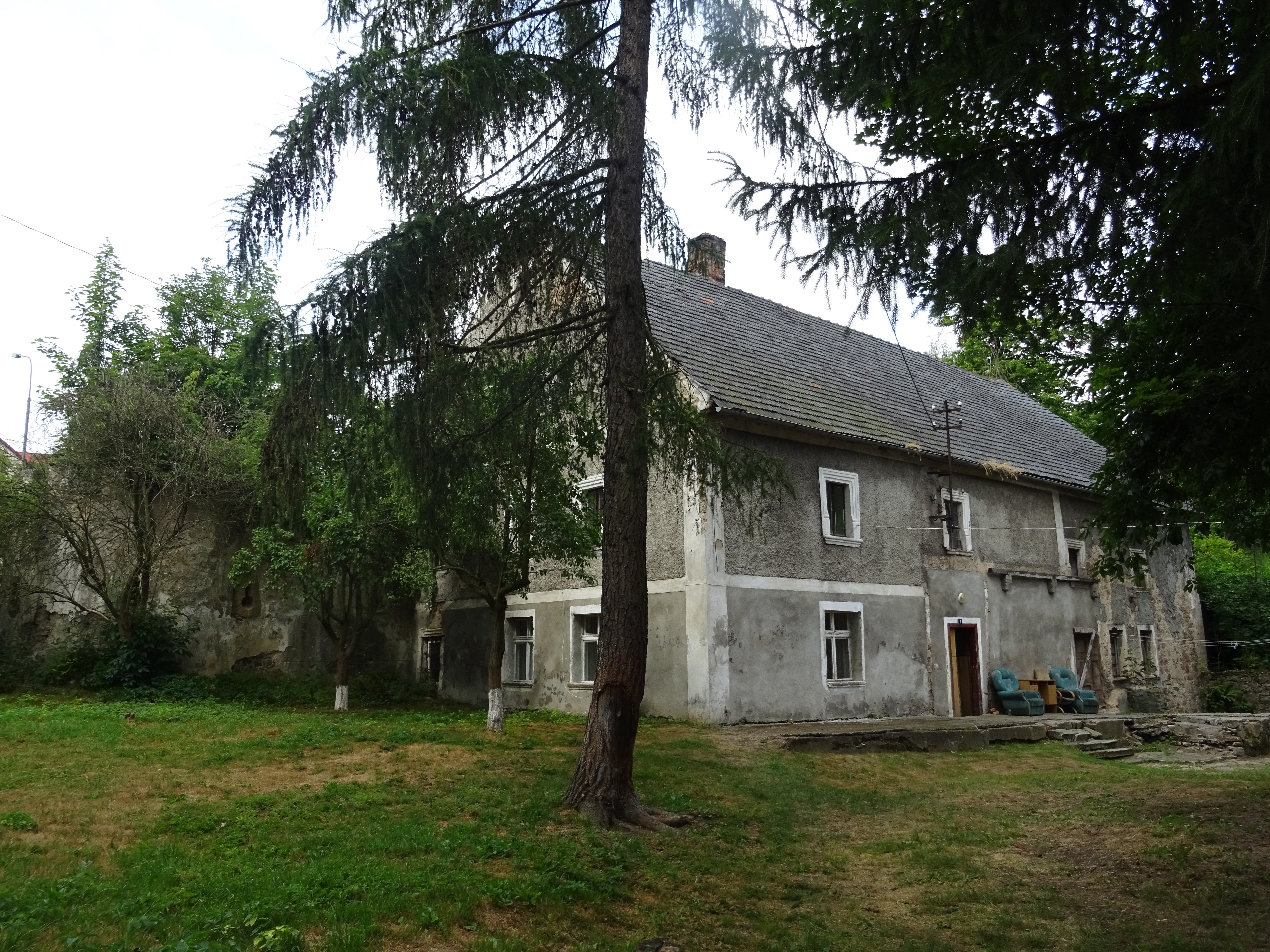
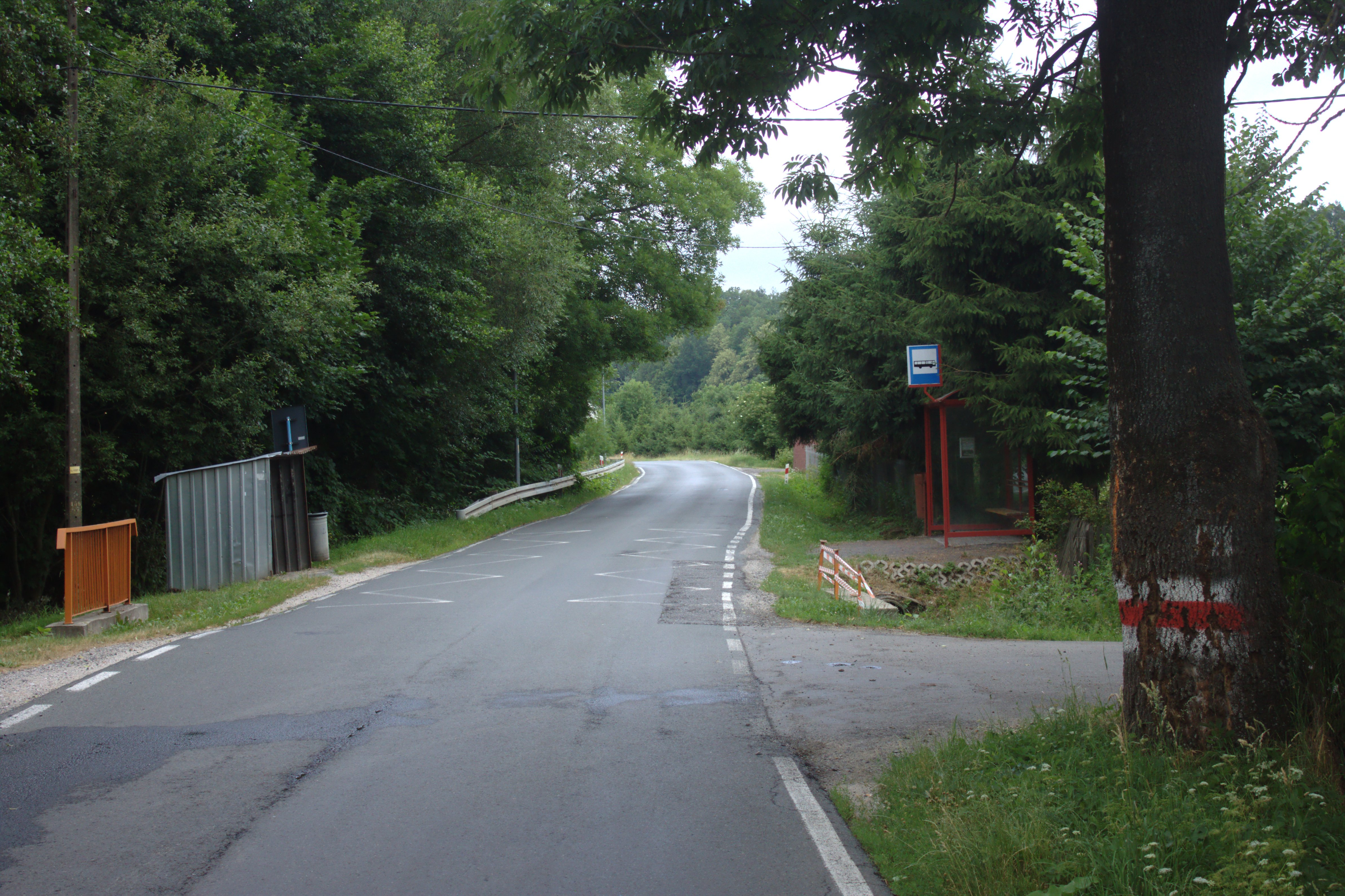